# Порт Маніли
Порт Маніли (філ. Pantalan ng Maynila) — належить до колективних об'єктів і терміналів, які обробляють морську торгівлю, що функціонує в гаванях метро Маніла. Розташований у портовій зоні та районах Тондо Манілі, Філіппіни, навпроти Манільської затоки, це найбільший і головний міжнародний судноплавний шлях до країни. Управління портів Філіппін, державна корпорація, керує портом Маніли та більшістю державних портів країни. Він складається з 3 основних об'єктів, а саме Манільської Північної гавані, Манільської Південної гавані та Манільського міжнародного контейнерного термінала.

## Історія

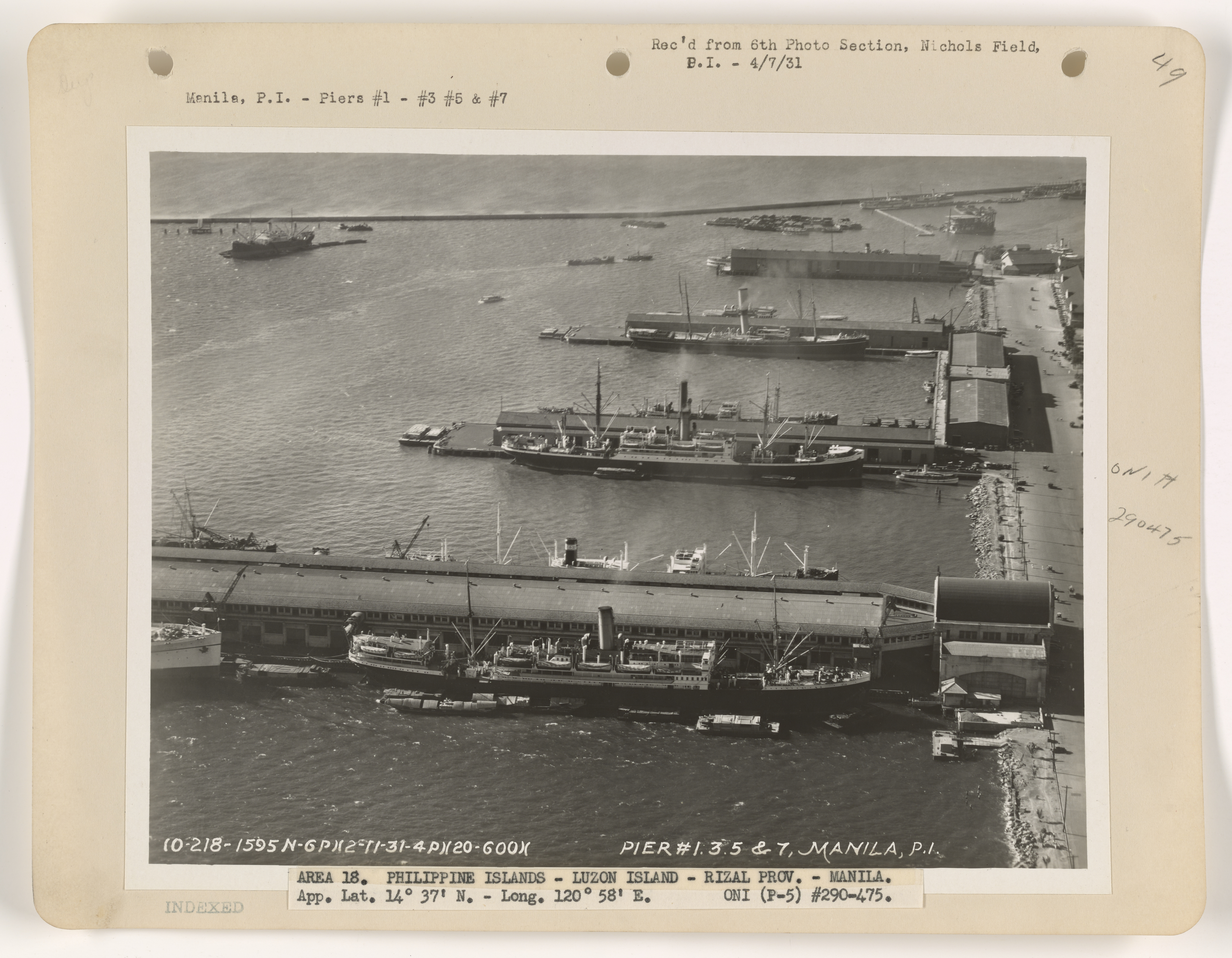
Вид з повітря на пірси № 1, № 3, № 5 і № 7 у 1931 році

Торгівля в Манільській затоці датується принаймні дев'ятим-дванадцятим століттями, коли Маніла торгувала з сусідніми країнами, включаючи Китай і Японію, зі зв'язками з Індією через території, які зараз є Малайзією та Індонезією. Під час іспанської колоніальної ери на Філіппінах Маніла здійснювала торгівлю з Китаєм та іншими країнами Східної Азії, Мексикою, арабськими країнами та безпосередньо з Іспанією з 16-го до середини 19-го століття, коли порт був відкритий для будь-якої торгівлі. Це була торгівля галеонами, яка з'єднувала Філіппіни з Іспанією через Мексику, ще одну іспанську територію. З моменту припинення торгівлі галеонами, через американську колоніальну еру Філіппін і здобуття Філіппінами незалежності, аж до сьогодні порт Маніла був головним портом Філіппін для внутрішньої та міжнародної торгівлі.
Порт є частиною морського шовкового шляху, який пролягає від узбережжя Китаю на південь через Сінгапур до південного краю Індії, до Момбаси, потім через Суецький канал до Середземного моря з його сполученням із Центральною та Східною Європою.

## Місцезнаходження
Вхід до Манільської затоки становить 19 км завширшки та розширюється до 48 км. Марівелес, у провінції Батаан, є якірною стоянкою всередині північного входу, а Санглі-Пойнт є колишнім місцем розташування військово-морської бази Кавіт. По обидві сторони затоки розташовані вулканічні вершини, вкриті тропічним листям. 40 км північніше розташований півострів Батаан, а на півдні — провінція Кавіте.

## Зручності

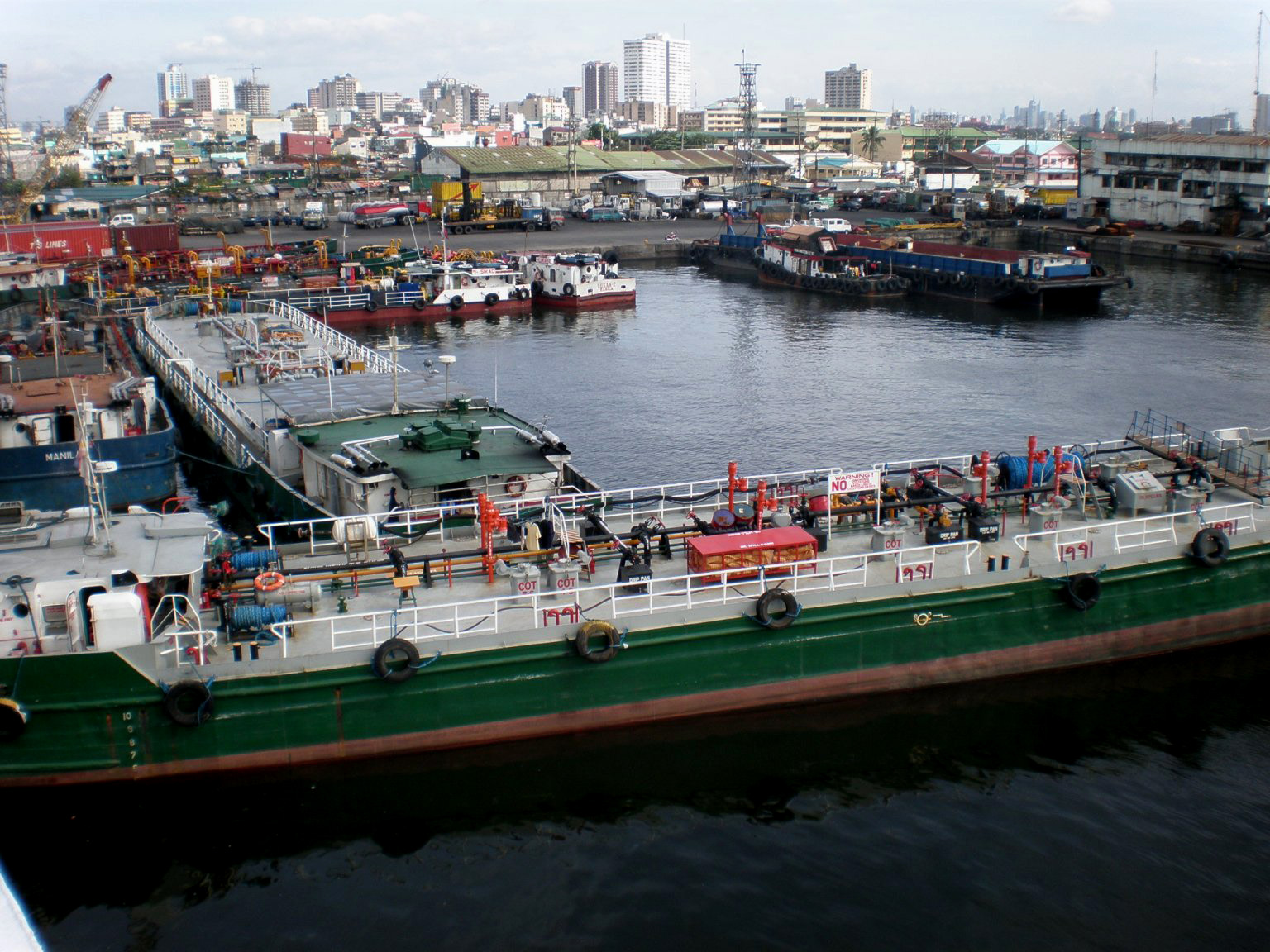
Вид на горизонт порту Маніли з верхньої частини корабля, що пришвартувався в Північній гавані Маніли.

### Північна гавань Маніли
Північна гавань Маніла (код морського порту: MNN), займає територію площею 53 гектари у Тондо, Маніла, і управляється Manila North Harbor Port Inc., дочірньою компанією International Container Terminal Services Inc. Має 7 пірсів (пронумерованих парними номерами: 2, 4, 6, 8, 10, 12 і 14). Північна гавань проходить через Радіальну дорогу 10.
Пасажирський термінал Північного порту, відкритий у 2013 році, може прийняти 2–3 мільйони пасажирів, які можуть пливти на міжострівних поромах до міст усього архіпелагу. Це головний центр поромної компанії 2GO, найбільшої міжострівної поромної компанії на Філіппінах.
| Статистика |                    |                   |          |
| Рік        | Вантажопідйомність | Об'єм контейнерів | Пасажири |
| 2010       | 17,207,751         | 16,146,329        | 821,983  |
| 2011       | 17,806,136         | 18,442,473        | 728,662  |
| 2012       | 19,402,011         | 19,174,424        | 766 942  |

### Південна гавань Маніли

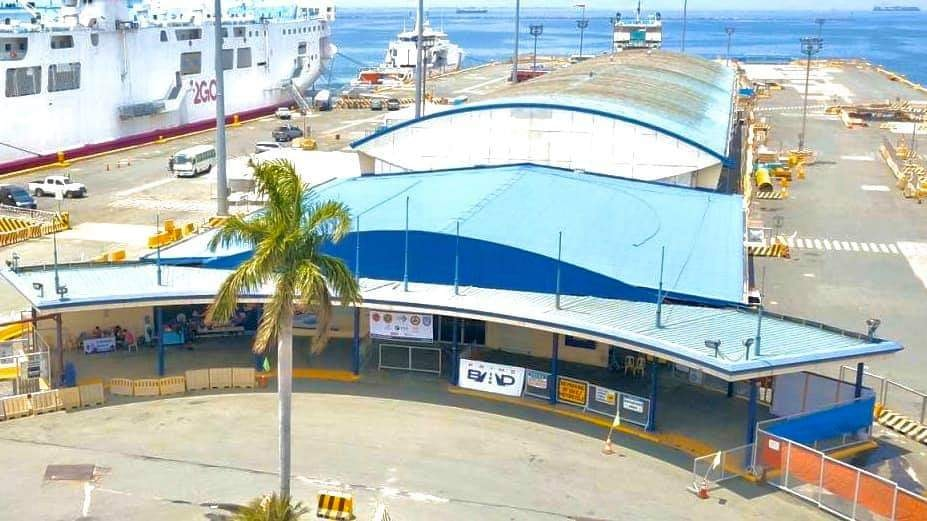
Супертермінал Єви Макапагал.

Південна гавань Маніли (код морського порту: MNS), — це портова споруда в 80 гектар розташована в портовій зоні Манілі, якою керує Asian Terminals Incorporated, з 5 пірсами, пронумерованими непарними числами 3, 5, 9, 13 і 15. До нього можна дістатися через Bonifacio Drive і має пасажирський термінал, розташований між пірсами 13 і 15, а саме Ева Макапагал Супер Термінал. Раніше це був головний центр поромної компанії 2GO. Станом на 29 квітня 2014 року керівництво встановило новий причальний кран Liebherr для підвищення ефективності Південної гавані Маніли.
| Статистика |                    |                   |           |
| Рік        | Вантажопідйомність | Об'єм контейнерів | Пасажири  |
| 2010       | 40 816 716         | 12 958 525        | 1 004 780 |
| 2011       | 44 067 826         | 12 612 780        | 816,839   |
| 2012       | 40,317,702         | 11,130,626        | 161 500   |

### Манільський міжнародний контейнерний термінал

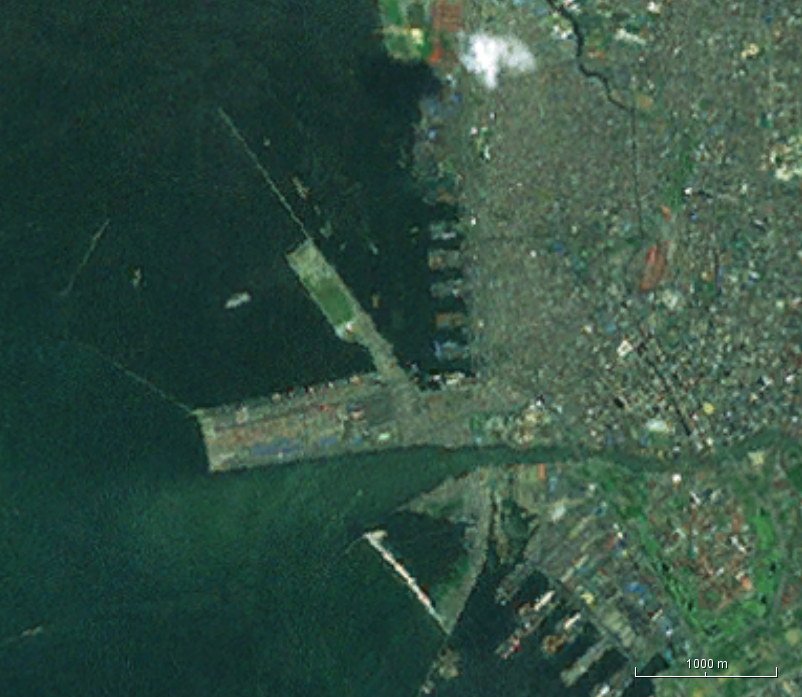
Landsat вид на контейнерний термінал.

Манільський міжнародний контейнерний термінал (код морського порту: MNL) управляється International Container Terminal Services Inc. Це один із головних морських портів Азії та один із найактивніших портів Філіппін. Розташований між Північною та Південною гаванями Маніли, до якої можна потрапити по дорозі MICT South Access Road.
У 2019 році Манільський міжнародний контейнерний термінал посів 29-е місце в списку найбільш завантажених контейнерних портів світу з двадцятифутовим еквівалентом одиниць (TEU) 5315. Урочисто відкритий 7 липня 2012 року причал 6 почав працювати на повну потужність і збільшив річну пропускну здатність порту на 450 000 TEU.
| Статистика |             |                    |                   |
| Рік        | Номер судна | Вантажопідйомність | Об'єм контейнерів |
| 2010       | 1,942       | 32 225 795         | 18 266 554        |
| 2011       | 1,941       | 34,377,129         | 18 689 936        |
| 2012       | 1,862       | 34 345 059         | 19 966 465        |

## Плани на майбутнє
JICA та NEDA в дослідженні Metro Manila Dream Plan від 2014 року запропонували обмежити розширення морських портів Маніли, перемістивши операції з обробки вантажів у порти Субік-Бей і Батангас, і зрештою перепланувати територію порту на диверсифіковану набережну з доданою вартістю. Однак уряд так і не реалізував цю пропозицію.
Оскільки причал 6 працює, ICTSI планує завершити першу фазу розробки верфі 7 до кінця року та збільшити імпортні потужності MICT на 18 відсотків.

## Транспортне та інфраструктурне сполучення
Після запровадження раціоналізованих автобусних маршрутів у метро Маніли портова зона безпосередньо обслуговується автобусами, що курсують за маршрутом між Монументо в Калукані та PITX у Параньяке, використовуючи бульвари Роксас і Мел Лопес.

## Подальше читання
- Порт Маніла: Огляд та історія Світовий порт Джерело, 2005—2014